# آشر پرز

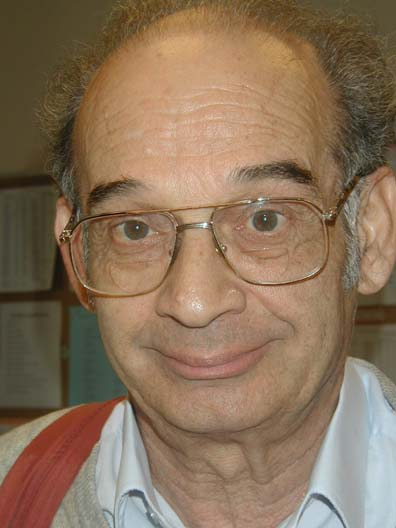
آشر پرز، فیزیکدان اسرائیلی - حوالی سال ۲۰۰۰

آشر پرز فیزیکدان اسرائیلی (زاده ۳۰ ژانویه ۱۹۳۴ – درگذشته ۱ ژانویه ۲۰۰۵) که پیش از مرگ در ۲۰۰۵ در دانشگاه صنعتی اسرائیل - تخنیون مشغول به کار بود. استاد راهنمای او نیتان روزن بود. او در زمینه پیدایش و پیشرفت نظریه اطلاعات کوانتومی نقش مهمی داشته است.
در سال ۱۹۹۳ کتاب بسیار مهمی راجع به مکانیک کوانتومی و اطلاعات کوانتومی نوشت.
جمله معروف :
"وقایع کوانتومی در فضای هیلبرت رخ نمی‌دهند، آنها در آزمایشگاه به وقوع می‌پیوندند."